# Die acht Todsünden der zivilisierten Menschheit
Die acht Todsünden der zivilisierten Menschheit ist der Titel eines Buches von Konrad Lorenz, das 1973, im selben Jahr, in dem Lorenz den Nobelpreis erhielt, veröffentlicht wurde. Der Autor untersucht darin jene Vorgänge, die seiner Meinung nach zur Dehumanisierung der Menschheit beitragen. Der Textband basiert auf einer sechsteiligen Vortragsreihe, die im November und Dezember 1970 vom Bayerischen Rundfunk und später auch von anderen Radiosendern ausgestrahlt wurde. Die Herkunft aus dem Medium Hörfunk zeigt sich in den knappen, pointierten Formulierungen, spiegelt sich aber auch im Fehlen von Belegen, Anmerkungen sowie Literaturhinweisen wider.

## Entstehung
Die erste Fassung der Kapitel des Buches erschien als Teil einer Festschrift zu Ehren des 70. Geburtstages von Eduard Baumgarten. Baumgarten hatte Anfang der 1940er-Jahre als Dekan der Philosophischen Fakultät der Albertina in Königsberg dafür gesorgt, dass Konrad Lorenz dort auf den Lehrstuhl für Humanpsychologie berufen wurde. Diese Fassung lag bereits im Frühherbst 1969 vor. Lorenz gab das Manuskript zum Gegenlesen seinem Schüler Norbert Bischof, „der sich daraufhin veranlasst sah, seinen Mentor wegen einiger Formulierungen ernsthaft zu warnen“. Seine kritischen Anmerkungen bezogen sich vor allem auf jene Passagen, die sich mit Kriminalität und der Rebellion der Jugend beschäftigten und Analogien zwischen „Krankheiten der Gesellschaft“ und Erkrankungen im Sinne der Medizin herstellten. Lorenz korrigierte daraufhin einige Textstellen und übernahm Teile von Bischofs Vorschlägen, die dieser ihm in einer neun Seiten langen Stellungnahme vorgelegt hatte.
Im Herbst des folgenden Jahres wurde der Text – den Lorenz als „Predigt“ bezeichnete – als mehrteiliger Hörfunk-Essay veröffentlicht: „Meine Predigt, die über den Rundfunk verbreitet wurde, fand einen Widerhall, der mich erstaunt hat. Ich bekam unzählige Briefe von Leuten, die nach dem gedruckten Text verlangten, und schließlich wurde ich von meinen besten Freunden kategorisch aufgefordert, die Schrift einem weiten Leserkreis zugänglich zu machen.“ 1972 richtete Lorenz die Hörfunk-Manuskripte daher für eine dritte Form der Veröffentlichung ein, die 1973 in erster Auflage als Taschenbuch erschien; 1996 kam die 40. Edition heraus.

## Inhalt
Konrad Lorenz leitet seine „naturalistische Deutung der menschlichen Natur“ aus Teilgebieten der Biologie wie Ökologie und Genetik ab, hauptsächlich aber aus der von ihm mitbegründeten Vergleichenden Verhaltensforschung.
So schreibt er im Kapitel I („Struktureigenschaften und Funktionsstörungen lebender Systeme“), es sei „irreführend, den Menschen als ‚Instinkt-Reduktionswesen‘“ zu bezeichnen, mit der Begründung:
„Zweifellos fehlen dem Menschen lange Ketten obligatorisch aneinandergekoppelter Instinktbewegungen, aber soweit man aus den an hochentwickelten Säugetieren gewonnenen Ergebnissen extrapolieren darf, kann man vermuten, daß er nicht über weniger, sondern über mehr echt instinktive Antriebe verfügt als jedes Tier.“
Als Beispiele für solche „menschlichen Antriebe“ führt Lorenz „Haß, Liebe, Freundschaft, Zorn, Treue, Anhänglichkeit, Mißtrauen, Vertrauen usw. usf.“ an und erläutert, diese Worte der Umgangssprache „bezeichnen sämtlich Zustände, die den Bereitschaften zu ganz bestimmten Verhaltensweisen entsprechen, nicht anders als dies die von der wissenschaftlichen Verhaltensforschung geprägten Ausdrücke ebenfalls tun, wie Aggressivität, Rangordnungsstreben, Territorialität usw. (…).“
1975 fasste Walter Schurian Lorenz’ kulturphilosophische Axiome wie folgt zusammen:
1. „Die Geschichte der menschlichen Gesellschaften vollzieht sich nach den gleichen biologischen Gesetzmäßigkeiten wie im Tierreich.“
2. „Soziale und ökonomische Gegebenheiten und Bedingungen sind nur von zweitrangiger Bedeutung, denn auch sie unterliegen allein Naturgesetzlichkeiten.“
3. „Der Einfluß von menschlichen Erkenntnisfähigkeiten, vorausschauender Planung und selbstverwirklichender Handlungsfähigkeit auf die Kulturentwicklung sind von sekundärer Bedeutung.“[7]

Ausgehend von seinen Grundannahmen analysiert Lorenz in den folgenden Kapiteln seines Buches acht gesellschaftliche Phänomene – „Vorgänge der Dehumanisierung“ –, die er als Konflikt zwischen der biologischen Natur des Menschen und den von der sozialen Umwelt erzwungenen Verhaltensweisen deutet: die Überbevölkerung der Erde; die Verwüstung des natürlichen Lebensraums; die übermäßige Beschleunigung aller gesellschaftlichen Prozesse; den Drang zu sofortiger Befriedigung aller Bedürfnisse (Hedonismus); den genetischen Verfall wegen des Wegfalls der natürlichen Auslese; den Verlust bewährter Traditionen; die zunehmende Indoktrinierbarkeit; die Kernwaffen.

### Struktureigenschaften und Funktionsstörungen lebender Systeme (S. 11–18)
Vorgänge, die die Menschheit gefährden, sind – so Konrad Lorenz u. a.:
„Die Übervölkerung der Erde, die jeden von uns durch das Überangebot an sozialen Kontakten dazu zwingt, sich dagegen in einer grundsätzlich „un-menschlichen“ Weise abzuschirmen, und die außerdem durch die Zusammenpferchung vieler Individuen auf engem Raum unmittelbar aggressionsauslösend wirkt.“ (S. 107)

### Verwüstung des natürlichen Lebensraumes (S. 23–31)
Ökologie:
- alle Lebewesen eines Lebensraumes sind aneinander angepasst (auch Raubtier/Beute als Arten)
- selbstverständlich hat der Fresser Interesse am Überleben des Gefressenen, ein Raubtier KANN das Beutetier niemals ausrotten (letztes Raubtier-Paar ist längst verhungert bevor letztes Beutetier-Paar aufgespürt ist)
- Ökologie-Veränderung des Menschen ist schneller als die anderer Lebewesen (Tempo durch Fortschritt der Technologie vorgegeben)

Ästhetik:
- die Selbstbewertung des normalen Menschen beruht mit vollem Recht auf der Behauptung seiner Individualität (im Gegensatz z. B. zur Ameise)
- Schönheit der Natur und der menschengeschaffenen kulturellen Umgebung sind offensichtlich beide nötig, um die Menschen geistig und seelisch gesund zu erhalten
- der Naturschönheit müssen politische und wirtschaftliche Opfer gebracht werden!

Vorgänge, die die Menschheit gefährden, sind – so Konrad Lorenz: „Die Verwüstung des natürlichen Lebensraumes, die nicht nur die äußere Umwelt zerstört, in der wir leben, sondern auch im Menschen selbst alle Ehrfurcht vor der Schönheit und Größe einer über ihn stehenden Schöpfung.“ (S. 107)

### Wettlauf der Menschheit mit sich selbst (S. 32–38)
Vorgänge, die die Menschheit gefährden, sind – so Konrad Lorenz – „… der Wettlauf der Menschheit mit sich selbst, der die Entwicklung der Technologie zu unserem Verderben immer rascher vorantreibt, die Menschen blind für alle wahren Werte macht und ihnen die Zeit nimmt, der wahrhaft menschlichen Tätigkeit der Reflexion zu obliegen.“ (S. 107)

### Wärmetod des Gefühls (S. 39–50)
Vorgänge, die die Menschheit gefährden, sind – so Konrad Lorenz – „… der Schwund aller starken Gefühle und Affekte durch Verweichlichung. Fortschreiten von Technologie und Pharmakologie fördern eine zunehmende Intoleranz gegen alles im geringsten Unlust Erregende. Damit verschwindet die Fähigkeit der Menschen, jene Freuden zu erleben, die nur durch herbe Anstrengung beim Überwinden von Hindernissen gewonnen werden kann. Der naturgewollte Wogengang der Kontraste von Freud und Leid verebbt in unmerklichen Oszillationen namenloser Langeweile.“ (S. 107)

### Genetischer Verfall (S. 51–67)
Vorgänge, die die Menschheit gefährden, sind – so Konrad Lorenz: „Der genetische Verfall. Innerhalb der modernen Zivilisation gibt es – außer den natürlichen Rechtsgefühlen und manchen überlieferten Rechtstraditionen – keine Faktoren, die einen Selektionsdruck auf die Entwicklung und Aufrechterhaltung sozialer Verhaltensnormen ausüben, wiewohl diese mit dem Anwachsen der Sozietät immer nötiger werden. Es ist nicht auszuschließen, dass viele Infantilismen, die große Anteile der heutigen ‚rebellierenden‘ Jugend zu sozialen Parasiten machen, möglicherweise genetisch bedingt sind.“ (S. 108)

### Abreißen der Tradition (S. 68–83)
Vorgänge, die die Menschheit gefährden, sind – so Konrad Lorenz: „Das Abreißen der Tradition. Es wird dadurch bewirkt, dass ein kritischer Punkt erreicht ist, an dem es der jüngeren Generation nicht mehr gelingt, sich mit der älteren kulturell zu verständigen, geschweige denn zu identifizieren. Sie behandeln diese daher wie eine fremde ethnische Gruppe und begegnen ihr mit nationalem Hass. Die Gründe für diese Identifikationsstörung liegen vor allem im mangelnden Kontakt zwischen Eltern und Kindern, was schon im Säuglingsalter pathologische Folgen zeitigt.“ (S. 108)

### Indoktrinierbarkeit (S. 84–105)
Vorgänge, die die Menschheit gefährden, sind – so Konrad Lorenz: „Die Zunahme der Indoktrinierbarkeit der Menschheit. Die Vermehrung der Zahl der in einer einzigen Kulturgruppe vereinigten Menschen führt im Verein mit der Vervollkommnung technischer Mittel zur Beeinflussung der öffentlichen Meinung zu einer Uniformierung der Anschauungen, wie es zu keinem Zeitpunkt der Menschheitsgeschichte bestanden hat. Dazu kommt, dass die suggestive Wirkung einer fest geglaubten Doktrin mit der Anzahl ihrer Anhänger wächst, vielleicht sogar in geometrischer Proportion. Schon heute wird mancherorts ein Individuum, das sich der Wirkung der Massenmedien z. B. des Fernsehers, bewusst entzieht, als pathologisch betrachtet. Die entindividualisierenden Effekte sind allen jenen willkommen, die große Menschenmassen manipulieren wollen. Meinungsbildung, Werbetechnik und geschickt gesteuerte Mode helfen den Großproduzenten diesseits und den Funktionären jenseits des Eisernen Vorhanges zu gleichartiger Macht über die Massen.“ (S. 108–109)

## Rezeption
Als „Mischungen aus Moral und Wissenschaft“ wurde das Buch bereits im April 1973 – kurz nach dem Erscheinen – vom Spiegel besprochen. Es wurde darauf hingewiesen, dass von Lorenz’  „Kombination von Wissenschaft, Politik und Moral“ damals „laut Auskunft des Verlages seit Erscheinen pro Tag 1000 Stück verkauft“ wurden. Lorenz verstehe sich selbst „als Nachfolger des wortgewaltigen Augustiner-Barfüßers und Bußpredigers Abraham a Santa Clara“. Als widersprüchlich wird u. a. bemängelt, dass Lorenz die „verblendende Geldgier“ des modernen Menschen beklage und den „Wettbewerb“ beschuldige, dass er aus „wertblinden, kommerziellen Erwägungen“ – „mit kalter Teufelsfaust“ – „so ziemlich alle Werte“ zerstöre und „in blinder und vandalischer Weise“ den „ökologischen Ruin“ des Erdballs heraufbeschwöre. Andererseits werde die Wiederherstellung des Verständnisses für Leistung und Recht und das Lernen aus „biologisch und historisch gewachsenen Organisationsformen“ verlangt. Lorenz falle es erkennbar leichter, zu definieren, was für ihn als „böse“ gelte, als das, was „gut“ sei. Zusammenfassend heißt es im Spiegel: „Offenkundig ersetzt die moralisierende Wissenschaft Positionen, die von den traditionellen Moralwächtern geräumt worden sind.“
Eingehender befasste sich 1990 Franz Wuketits in seiner Lorenz-Biografie mit dem Buch: „Dieser schmale Band, der schon bei seinem Erscheinen Kontroversen auslöste und von dem innerhalb der ersten fünf Jahre bereits über 300.000 Exemplare verkauft wurden, rechnet dem Menschen seine Sünden gegen die Natur und gegen sich selbst vor und versteht sich als ein Beitrag zur Zivilisationskritik. In gewisser Weise ist es ein apokalyptisches Buch, zugleich aber – so typisch für Lorenz – von Optimismus getragen.“ Lorenz habe „die Welt, die Menschen bzw. unsere Kultur mit den Augen des Arztes betrachtet und auf diese Weise nicht nur die 'Krankheiten' unserer Zivilisation zu diagnostizieren versucht, sondern auch Therapien zur Heilung entwickelt.“ Nach seinem Buch Das sogenannte Böse habe Lorenz zum zweiten Mal eine Arbeit vorgelegt, „die auf ebenso heftige Zustimmung wie Ablehnung gestoßen ist. Eher selten waren ausgewogene Reaktionen.“ Wuketits begründet diese extremen Reaktionen insbesondere damit, dass einige von Lorenz’ verwendeten Analogien zwischen Natur und Gesellschaft das Buch „in die Nähe der Sprache des Dritten Reiches“ rückten, beispielsweise „wenn da Lorenz Kriminelle mit Krebsgeschwüren vergleicht, von Parasiten spricht und derlei mehr.“

## Ausgaben
- Konrad Lorenz: Die acht Todsünden der zivilisierten Menschheit. Serie Piper, Bd. 50, 1. Auflage, München 1973; 34. Auflage, München 2009, ISBN 3-492-20050-8 (im Verlag Auditorium-Netzwerk auch als Hörbuch erschienen).